# أنهايزر بوش
مجموعة شركات أنهايزر بوش (بالإنجليزية: Anheuser-Busch Companies)‏ هي شركات تخمير أمريكية مملوكة بالكامل لمؤسسة أنهايزر بوش. تمتلك الشركة 13 مصنعا لتخمير الجعة.